# Bourla-Papey

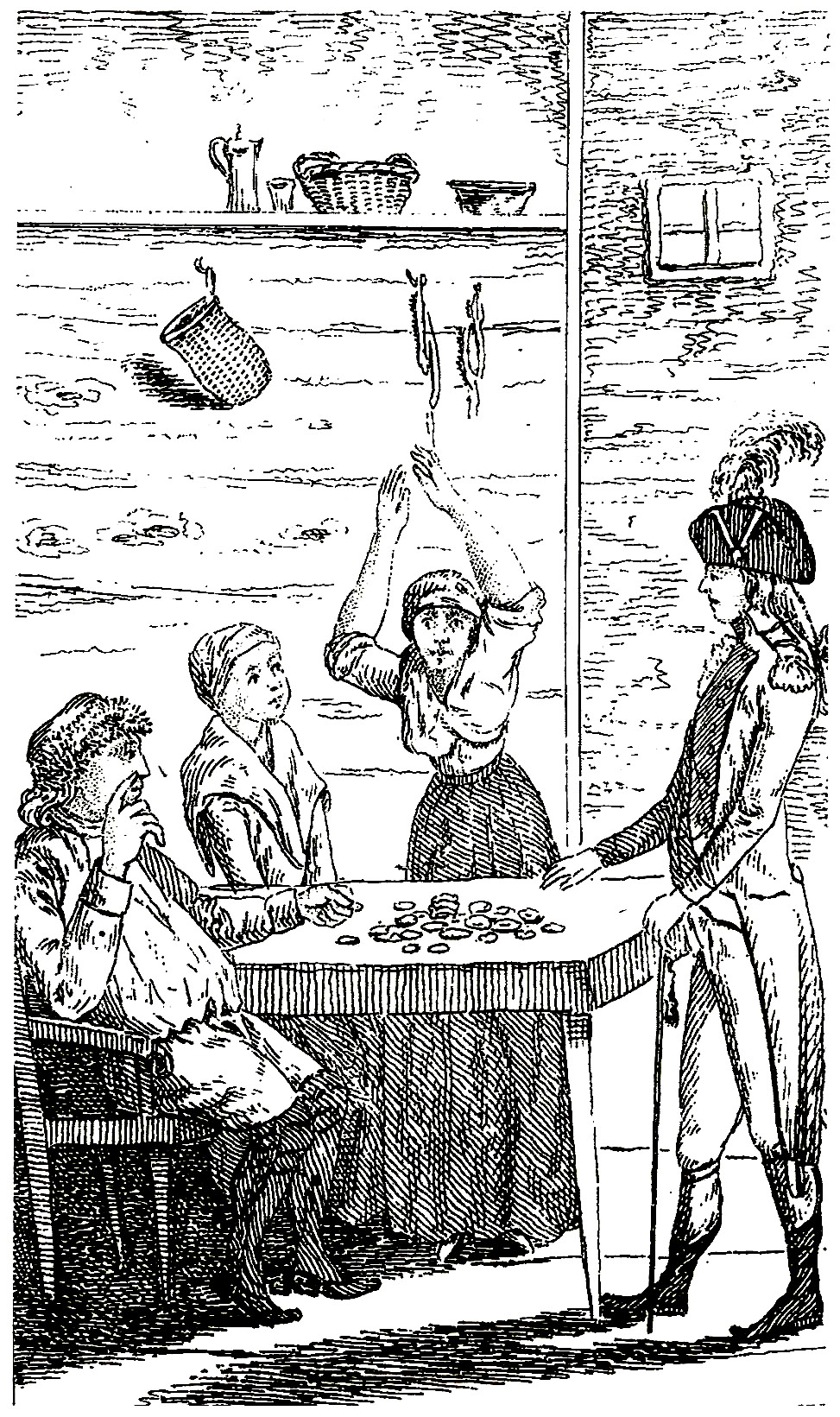
Schmähbild über die militärische Eintreibung von Abgaben während der Helvetik, um 1800.

Die Bourla-Papey (Waadtländer Dialekt, entsprechend franz. brûle-papiers «Papierverbrenner») waren eine ländliche Volksbewegung im helvetischen Kanton Léman, die sich 1802 militant für die Abschaffung herrschaftlicher Rechte einsetzte.
Die helvetische Verfassung vom 12. April 1798 verbot in ihrem dreizehnten Artikel alle unveräusserlichen Lasten, Zinsen und Dienstbarkeiten auf Grund und Boden. Daraus ergab sich die Abschaffung der Feudalabgaben, die aus der Zeit der Alten Eidgenossenschaft stammten. Jedoch waren die damit verbundenen Zehnten und Boden- beziehungsweise Grundzinsen für die Finanzierung der öffentlichen Aufgaben unabdingbar, solange kein modernes Steuersystem entwickelt war. Ein Gesetz vom 10. November 1798 sollte die nötigen Reformen bringen; diese wurden aufgrund der wirtschaftlichen und politischen Zerrüttung der Republik aber nicht umgesetzt und bereits am 15. September 1800 aufgehoben, wodurch die alten Abgaben wieder galten.
Die misslungene Reform brachte die Helvetische Republik bei den ländlichen ehemaligen Untertanen in Verruf. Der Bodenzinssturm im Kanton Basel im Herbst 1800 war die erste Reaktion darauf, die heftigste Folge waren die Bourla-Papey im Frühjahr 1802. Die Vehemenz dieses Aufstandes hing damit zusammen, dass die Grund- und Bodenabgaben in der Waadt eine herausragende ideelle und materielle Bedeutung hatten. Der Kanton Léman war im Frühjahr 1798 das Einfallstor für die französische Intervention gewesen, die die Alte Eidgenossenschaft gestürzt und deren revolutionäre Umwandlung zur Helvetischen Republik durchgesetzt hatte. Er stellte rund ein Viertel aller Staatseinkünfte und war als ehemaliges Untertanengebiet auch schon die Kornkammer Berns gewesen. Republik und Freiheit von den traditionellen Bodenabgaben wurden von der Waadtländer Landbevölkerung als eines verstanden.
Zwischen Februar und Mai 1802 sammelten sich zweitausend bis dreitausend Waadtländer Bauern und vernichteten die Akten zahlreicher ehemaliger Feudalherrschaften, die Grund- und Bodenrechte beanspruchten. Dabei fielen auch die Archive von 132 Gemeinden des Waadtlands, etwas mehr als ein Drittel aller Gemeinden überhaupt, den Flammen zum Opfer. Am 8. Mai 1802 besetzten die Aufständischen unter der Führung des Jakobiners und Rekrutierungsoffiziers Louis Reymond die Kantonshauptstadt Lausanne, um am 11. Mai gegen das Versprechen einer Amnestie abzuziehen. Trotzdem verhängte ein Sondergericht im Juni 1802 mehrere Todes- und Gefängnisstrafen, die aber die helvetische Regierung durch Fürsprache Henri Monods und unter dem Druck des Stecklikriegs bis zum 15. Oktober 1802 alle aufhob. Bereits am 29. September hatte sie zudem durch ein Sondergesetz der Waadt, wo sie eine letzte Machtbasis hatte, die unveräusserlichen Bodenabgaben erlassen.